# Abd al-Aziz ibn Mansur
Abd al-Aziz ibn Mansur (en arabe : عبد العزيز بن منصور ʿabd al-ʿazīz ben manṣūr) est l'avant dernier souverain de la dynastie berbère hammadide, qui règne sur le Maghreb central de 1105 à 1121

## Biographie
Abd al-Aziz succède à son frère Badis en 1105. Badis avait écarté son frère de son poste de gouverneur d'Alger et l'avait relégué à Jijel. Abd al-Aziz revient de Jijel à Béjaïa pour y exercer le pouvoir.
Abd al-Aziz épouse une fille de Makhoukh, célèbre chef des zénètes. Un mariage qui a permis de renouveler la paix avec les Beni-Ouamannou. Une paix nécessaire que le souverain Al-Mansur ben al-Nasir avait rompu après avoir assassiné son épouse, une sœur de Makhoukh, chef de la tribu Beni-Ouamannou.
Abd al-Aziz va pouvoir jouir d'un règne long et relativement paisible. Il aime faire venir des savants chez lui pour les entendre discuter des questions scientifiques.
Il fait bloquer l'île de Djerba par sa flotte et la contraint à reconnaître son autorité. Il assiège Tunis jusqu'à ce que son gouverneur fasse allégeance.
Le territoire d'Al-Qala`a (Kalâa des Béni Hammad), l'ancienne capitale des Hammadides est prise par surprise par les arabes. Ils saccagent tous les environs et contraignent la garnison à s'enfermer dans la ville. Abd al-Aziz fait partir de Béjaïa un convoi de renforts mené par son fils Yahya. Les émirs arabes sont contraints de demander leur grâce. Yahya la leur accorde et rentre à Bejaïa.
En 1118, Ibn Tûmart, le futur fondateur et Mahdi des Almohades, revient de Bagdad où il a étudié les sources du droit (fiqh). Il y aurait rencontré al-Ghazalî le grand penseur du soufisme. Il est certain qu'il y a étudié la théologie de al-Ach`arî. Après un séjour en Égypte il arrive par mer à Mahdia et s'installe à Bejaïa où il fustige les mœurs dissolues des habitants. C'est là qu'il fait la rencontre essentielle d'un jeune homme plein de fougue, `Abdul-Mu'min, qui devient son meilleur disciple.
Ibn Tûmart a été averti qu'Abd al-Aziz envisageait de le punir. Il part alors de Bejaïa pour aller se réfugier dans une tribu Sanhadja qui habitait la vallée de Béjaïa. Il s'installe à Mellala où il commence à diffuser sa doctrine. Abd al-Aziz essaie de le prendre mais Ibn Tûmart est protégé par ses hôtes qui le défendent jusqu'à son départ pour le Maghreb.
Abd al-Aziz meurt en 1121, son fils Yahya lui succède.